# Opěrný systém

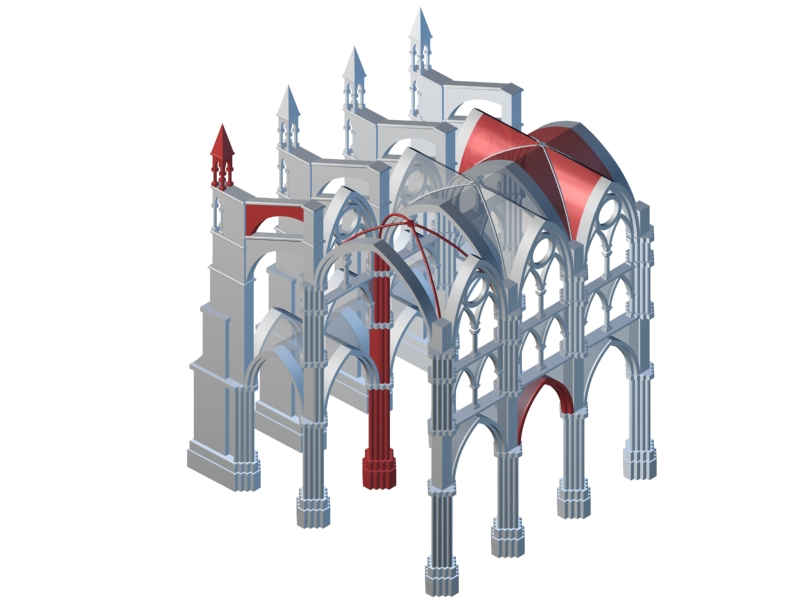
Opěrný systém gotické katedrály

Opěrný systém je charakteristickým prvkem gotické architektury. Hmotnost klenby je svedena do klenebních žeber a z nich na pilíře stojící mezi jednotlivými poli klenby (vnitřní opěrný systém). U velkých staveb je tlak směrem do stran stále významný, proto jsou doplněny vnějším opěrným systémem – tlak klenby přebírají opěrné oblouky, které jej svádějí do často mohutných opěrných pilířů. K zajištění větší stability jsou opěrné pilíře zatíženy fiálami. Opěrné oblouky jsou typické pro kostely bazilkálního typu, u halových a menších staveb jsou opěrné pilíře přiloženy přímo ke zdi. Stavby stojící v blízkosti jiných staveb o ně mohou být opřeny pomocí prampouchů, které jsou obdobou opěrných pilířů.
Odvedení tlaků klenby do rohových bodů (na pilíře) umožňuje odlehčení zdí (zeď se v podstatě stává zbytečnou). Na její místo nastupují obrovská okna, často zdobená kružbami a vitrážemi. Na druhou stranu umožňuje opěrný systém díky odvádění velkých tlaků dosažení mnohem větších výšek, dosud nevídaných (katedrála v Beauvais má výšku klenby téměř 49 m). Opěrný systém vytváří staticky samostatné jednotky, odpovídající jednomu poli hlavní klenby. Sousední jednotky byly zpočátku odděleny zesílenými půlkruhovými nebo lomenými oblouky – klenebními pasy. Řazením těchto jednotek za sebe vznikají velké, poklidně plynoucí prostory gotických kostelů.
Typ klenby zpočátku určuje charakter opěrného systému. U starších katedrál s šestidílnou klenbou se v nosné funkci střídají sloupy s pilíři, případně silnější podpory (nesoucí diagonální žebra i klenební pasy) se slabšími (nesoucími jen příčná žebra). Později tento rozdíl mizí.

## Varianty opěrného systému

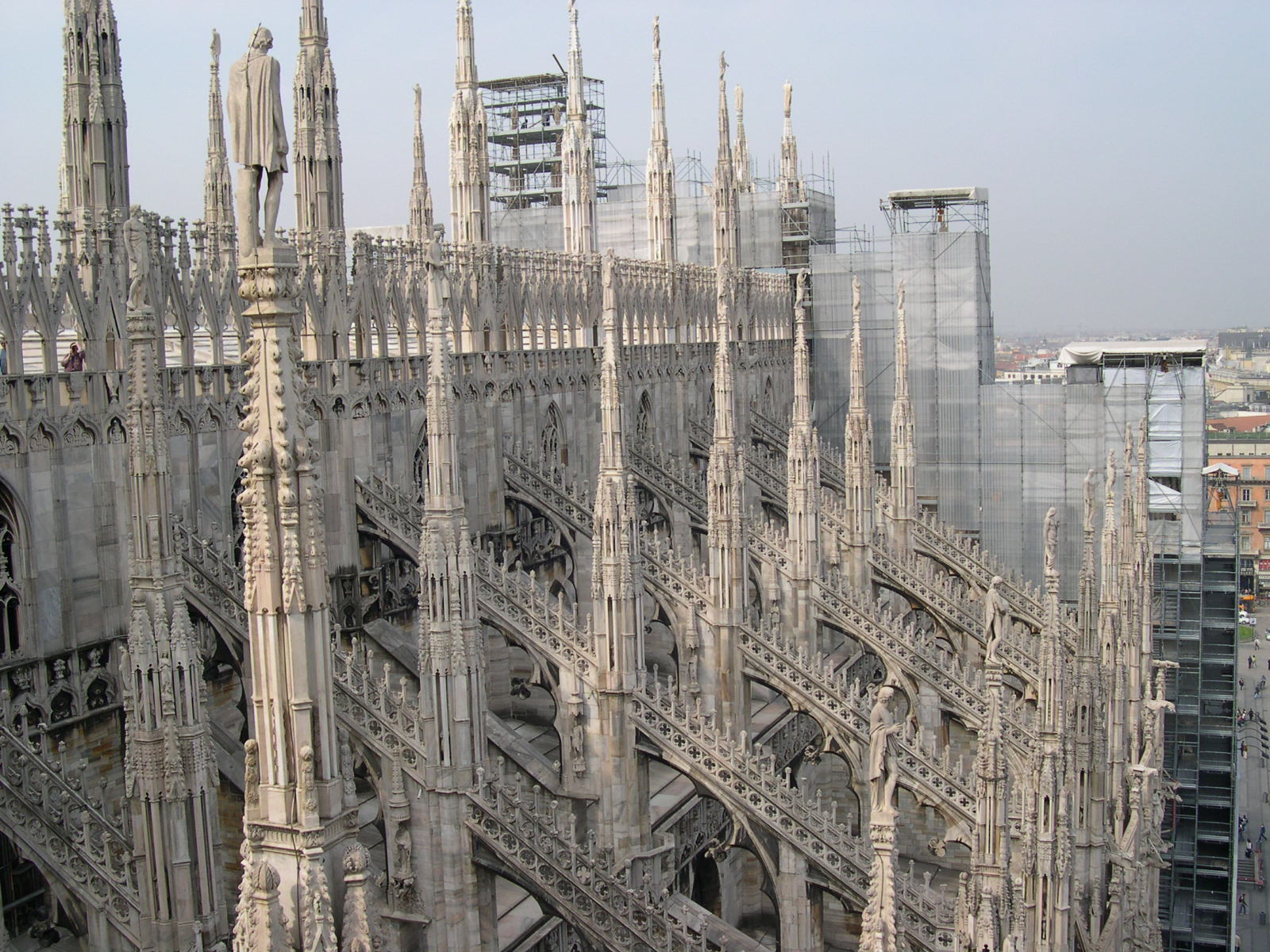
Vnější opěrný systém dómu v Miláně

- baziliky - vedlejší lodě jsou nižší než hlavní loď, prostor mezi stěnou hlavní lodi a opěrnými pilíři je překonán jedním nebo více opěrnými oblouky, často zespodu zdobených kružbami. Obvyklé jsou trojlodní baziliky, byly stavěny také baziliky pětilodní (Milán, Kolín nad Rýnem). Většina gotických katedrál je bazilikálního typu.
- halové (síňové) kostely - vedlejší lodě jsou stejně vysoké jako loď hlavní. Tlak hlavní klenby je svedený na sloupy nebo pilíře stojící volně ve vnitřním prostoru stavby. Opěrné oblouky chybí. Obvyklé jsou trojlodní haly, stavěny byly i pětilodní (Erfurt).
- dvojlodní kostely - speciální typ, který vznikl v jižních Čechách za vlády Rožmberků. Prostor tvoří dvě souběžné lodě, zaklenuté na centrální sloupy nebo pilíře. Opěrné oblouky chybí.
- jednolodní (sálové) kostely - opěrné pilíře jsou vtažené do zdí, opěrné oblouky chybí.
- centrální stavby - jsou zaklenuty na střední pilíř; typickým příkladem jsou různé klášterní kapitulní síně.